# European Public Real Estate Association
De European Public Real Estate Association (EPRA) is een non-profitorganisatie die beursgenoteerde vastgoedbedrijven in Europa vertegenwoordigt. Ze wordt geleid door een onafhankelijke raad van bestuur die wordt voorgezeten door Pere Viñolas Serra  CEO van Colonial.

## Geschiedenis
Vanaf zijn oprichting in Amsterdam in 1999 stelt EPRA, in partnerschap met Euronext in het begin en later met FTSE en NAREIT, de FTSE EPRA/NAREIT Global Index Series op. Deze EPRA-index wordt vandaag wereldwijd gebruikt om de prestaties van beursgenoteerde vastgoedbedrijven en REITs (Real estate investment trusts) te vergelijken. De organisatie is gevestigd in Brussel sinds 2009.

## Activiteiten
EPRA stelt zich tot doel vastgoed als investering en de rol van vastgoed in de maatschappij te promoten. Data en statistieken van de organisatie liggen aan de basis van gevarieerd academisch onderzoek (zowel met de steun van EPRA als onafhankelijk).
Op financieel rapporteringsgebied is het doel van de associatie om gelijke rapporteringsstandaarden in te voeren over het hele continent. EPRA moedigt actief de adoptie aan van een aantal key performance indicators van financiële rapportering, en reikt jaarlijks in samenwerking met Deloitte Gold, Silver en Bronze Awards (BPR) uit aan bedrijven die hieraan voldoen.